# ПАСОК
Загальногрецький соціалістичний рух (грец. Πανελλήνιο Σοσιαλιστικό Κίνημα, трансліт. Panellínio Sosialistikó Kínima, вимова [paneˈlini.o sosi.alistiˈko ˈcinima]), або ПАСОК (ΠΑΣΟΚ, вимова [paˈsok]) — політична партія соціал-демократичного напрямку в Греції. Заснована у вересні 1974 року на базі лівого крила партії Союз центру, яка існувала в період з 1961 по 1974 року. Засновником та лідером партії до кінця свого життя у 1996 році був Андреас Папандреу.

## Історія
Вперше ПАСОК перемогла на парламентських виборах 1981 року, набравши 48 % голосів виборців. Тоді ж вперше самостійно формувала уряд країни. Прем'єр-міністром став Папандреу, який керував країною на цій посаді решту свого життя до 1996 року. Під його керівництвом партія здійснила реформи сімейного права та системи охорони здоров'я.
1989 рік був дуже напруженим для ПАСОК у зв'язку зі «скандалом Коскота́» та хворобою Папандреу. На виборах 1989 року перемогла правоцентристська «Нова демократія», ПАСОК нічого не залишалось як визнати поразку та відійти в опозицію. Проте вже 1993 року партія знову перемогла на виборах із 47 % голосів.
На виборах 2004 року ПАСОК знову поступилась голосами «Новій демократії», поступившись їй лише 5 % голосів виборців.
Після смерті Папандреу ПАСОК очолив Костас Сімітіс. З 2004 року лідером партії був Георгіос Папандреу (молодший).
На парламентських виборах 2009 року Загальногрецький соціалістичний рух набрав 44 % голосів виборців, таким чином здобувши більшість у парламенті. Відтак новим прем'єр-міністром країни став лідер ПАСОК Йоргос Папандреу. Важким випробування для уряду Йоргоса Папандреу стала боргова криза 2010 року. Задля порятунку економіки та в обмін на фінансову допомогу ЄС та МВФ уряд прийняв програму жорсткої економії, що викликало хвилю страйків та масових акцій протесту, що супроводжувались зіткненнями з поліцією, терактами та людськими жертвами.
Після відставки Йоргоса Папандреу 2011 року було сформовано коаліційний уряд на чолі із безпартійним Лукасом Пападімосом. На конференції ПАСОК 12 березня 2012 року єдиним кандидатом на пост лідера партії став тодішній Віце-прем'єр-міністр та Міністр фінансів Греції Евангелос Венізелос, оскільки тільки йому вдалося набрати необхідну кількість підписів. Саме він привів партію на нові парламентські вибори у травні 2012 року. У підсумку ПАСОК набрала 13.2 % голосів виборців і посіла лише третю сходинку, поступившись Новій Демократії та SYRIZA.
13 грудня 2021 року, після смерті Фофі Геннімата, лідером партії, як і альянсу «Рух змін», обрано Нікоса Андрулакіса.

## Результати на парламентських виборах в Греції
| Рік     | Лідер партії        | Кіль-ть голосів | % голосів | Кіль-ть депутатів фракції в парламенті | Позиція         |
| ------- | ------------------- | --------------- | --------- | -------------------------------------- | --------------- |
| 1974    | Андреас Папандреу   | 666 413         | 13.6 %    | 12                                     | Опозиція        |
| 1977    | Андреас Папандреу   | 1 300 025       | 25.3 %    | 93                                     | Опозиція        |
| 1981    | Андреас Папандреу   | 2 726 309       | 48.1 %    | 172                                    | Уряд            |
| 1985    | Андреас Папандреу   | 2 916 735       | 45.8 %    | 161                                    | Уряд            |
| 1989-I  | Андреас Папандреу   | 2 551 518       | 39.1 %    | 125                                    | Опозиція        |
| 1989-II | Андреас Папандреу   | 2 724 334       | 40.7 %    | 128                                    | Широка коаліція |
| 1990    | Андреас Папандреу   | 2 543 042       | 38.6 %    | 123                                    | Опозиція        |
| 1993    | Андреас Папандреу   | 3 234 777       | 46.9 %    | 170                                    | Уряд            |
| 1996    | Костас Симітіс      | 2 813 245       | 41.5 %    | 162                                    | Уряд            |
| 2000    | Костас Симітіс      | 3 007 596       | 43.8 %    | 158                                    | Уряд            |
| 2004    | Йоргос Папандреу    | 3,002,531       | 40.6 %    | 117                                    | Опозиція        |
| 2007    | Йоргос Папандреу    | 2 727 853       | 38.10 %   | 102                                    | Опозиція        |
| 2009    | Йоргос Папандреу    | 3 012 373       | 43.92 %   | 160                                    | Уряд            |
| 2012—I  | Евангелос Венізелос | 827 459         | 13.2 %    | 41                                     | Опозиція        |
| 2012—II | Евангелос Венізелос | 756 024         | 12.28 %   | 33                                     | Широка коаліція |
| 2015—I  | Евангелос Венізелос | 289 469         | 4.68 %    | 13                                     | Опозиція        |
| 2015—II | Фофі Геннімата      | 341 390         | 6.28 %    | 16                                     | Опозиція        |
| 2019    | Фофі Геннімата      | 457 519         | 8.10 %    | 19                                     | Опозиція        |